# Tiger of Sweden
Tiger of Sweden je švédská módní firma, zaměřená především na pánskou módu.

## Vznik
Kořeny společnosti sahají do roku 1903, kdy krejčí Markus Schwartzmann přišel s nezvyklým nápadem. Zakoupil koně a povoz. Ten naložil látkami a objížděl okolí a zákazníky místo toho, aby čekal až přijdou oni za ním. Společnost založil později ve švédském městě Uddevalla spolu s krejčím Hjalmarem Nordströmem.

## Název
Název Tiger of Sweden (Švédský tygr) pochází z doby vzniku společnosti. V roce 1923 byly nejprodávanějšími obleky Tiger I a Tiger II, poté založili zakladatelé společnost a jako název použili právě oblíbené modely. 

## Styl
Firma šije především tradiční oblečení ale inovativním či nezvyklým způsobem. Například oblekové kalhoty mají střih jako jeansy, sedí tedy spíše na bocích než v pase. V průběhu 90. let začala společnost rozvíjet obleky, atraktivní především pro městskou mladou generaci.
Produktová řada společnosti zahrnuje oblečení, boty a brýle.

## Současnost
Společnost byla odkoupena dánským módnímu koncernem IC Company v roce 2003. Společnost nabízí svůj sortiment napříč Evropou a v Kanadě.